# Raoul Charlemagne
Pour les articles homonymes, voir Charlemagne.
Raoul Charlemagne, né le 28 décembre 1821 à Châteauroux et mort le 18 décembre 1902 dans la même ville, est un homme politique français.

## Biographie
Arrière-petit-fils de Jérôme Legrand, petit-fils de Jean-Claude Charlemagne, maire d'Issoudun, fils d'Edmond Charlemagne, Raoul Charlemagne est le quatrième d'une lignée de députés de l'Indre qui ont eu des mandats allant de 1789 à 1881.
Conseiller général et maire de Châteauroux (1860-1865), candidat officiel dans la 1re circonscription de l'Indre (Châteauroux) à une élection partielle, il est élu le 15 janvier 1859 par 20 484 voix sur 36 411 votants. Il siège dans la majorité dynastique et est réélu (majorité dynastique) le 31 mai 1863 par 23 413 voix sur 22 561 votants et de nouveau le 23 mai 1869 (centre-droit) par 22 996 votants sur 23 910 votants. Il soutient en 1870 le gouvernement libéral dirigé par Émile Ollivier.
La proclamation de la République le Quatre-Septembre l'écarte du pouvoir mais il est ensuite élu comme candidat du gouvernement Albert de Broglie (Crise du 16 mai 1877) aux élections du 14 octobre 1877, par 7 183 voix sur 14 142 votants. L'élection est invalidée mais confirmée le 3 mars 1878, par 7 185 voix sur 13 748 votants. Raoul Charlemagne siège dans le groupe de l'Appel au peuple et exprime son antirépublicanisme en votant successivement contre les gouvernements de gauche. Il se retire de la vie politique en 1881 à 60 ans et meurt à Châteauroux à 81 ans. Il est enterré dans la chapelle familiale des Charlemagne au cimetière Saint-Denis de Châteauroux.
Raoul Charlemagne est nommé chevalier de la Légion d'honneur le 14 août 1862.